# Anthophora neglecta
Anthophora neglecta là một loài Hymenoptera trong họ Apidae. Loài này được Timberlake & Cockerell mô tả khoa học năm 1936.